# Jennifer Francis
Jennifer Ann Francis es una científica atmosférica estadounidense. Reconocida internacionalmente por ser pionera en el uso de datos satelitales para entender los cambios en la atmósfera ártica y el hielo marino y el impacto  en otras regiones más templadas del planeta. Actualmente se desempeña como científica senior en el Centro Woodwell para la Investigación Climática a donde ingresó en 2018 cuando se conocía como Centro de Investigación Woods Hole, previamente fue profesora de investigación en el Instituto de Ciencias Marinas y Costeras de la Universidad de Rutgers dónde comenzó a dar clase en 1994.

## Educación
Francis obtuvo una licenciatura en meteorología de la Universidad Estatal de San José en 1988 y un doctorado en ciencias atmosféricas de la Universidad de Washington en 1994 con una tesis titulada Estudios del clima y del proceso ártico con la sonda satelital TOVS.

## Carrera

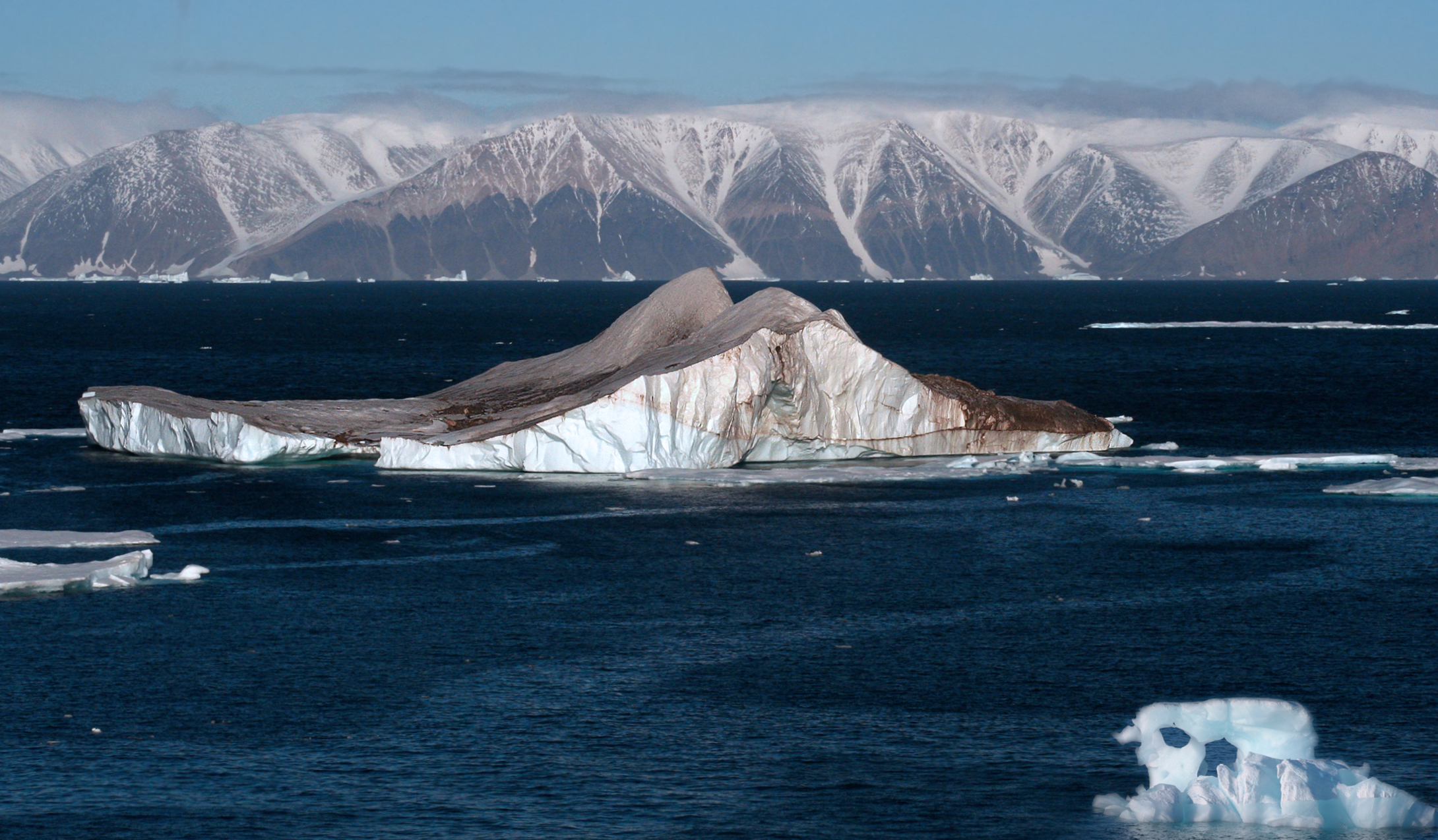
Su investigación se ha centrado en el ártico y su relación con el calentamiento global.

Desde 1988 a 1994 fue asistente de investigación en el departamento del Centro de Ciencias Polares en la Universidad de Washington.Desde 1994 hasta 2018 fue profesora de investigación en el Instituto de Ciencias Marinas y Costeras de la Facultad de Ciencias Biológicas y Ambientales de la Universidad de Rutgers en North Brunswick, Nueva Jersey.En 2013 testificó para el Comité Senatorial en Medio Ambiente y Asuntos Públicos de Estados Unidos. El 18 de octubre de 2018 se incorporó al equipo  de investigadores del Woodwell Research Center, en Falmouth, Massachusetts, como científica senior. En 2019 para el Comité de la Casa de Representantes para el la Ciencia el Espacio y la Tecnología con la ponencia "El estado de la ciencia climática y por qué importa".En 2020, testificó ante el Comité del Senado estadounidense para el Comercio, La Ciencia y la Tecnología, Francis afirmó que la pérdida de hielo también está provocando que el Ártico se caliente tres veces más rápido que la Tierra en su conjunto. Esto está exacerbando el derretimiento de los glaciares y de la capa de hielo de Groenlandia, lo que contribuye directamente a la reciente aceleración del aumento del nivel del mar.

## Investigación
Entre 1994 y 2018, la investigación de Francis se centra en el cambio climático en el Ártico y publicó más de 40 artículos académicos sobre la materia. Impartió cursos sobre teledetección satelital y cuestiones de cambio climático y cofundó y codirigió la Iniciativa de Cambio Climático y Ambiental de Rutgers. Francis afirma que el calentamiento en el Ártico puede estar cambiando la corriente en chorro, lo que, a su vez, puede estar dando lugar a patrones climáticos anormales, como el invierno inusualmente largo en el Reino Unido, a principios de la década de 2010 las inundaciones de Colorado en 2013., así como las condiciones inusualmente frías en el sur estadounidense a principios de 2014.

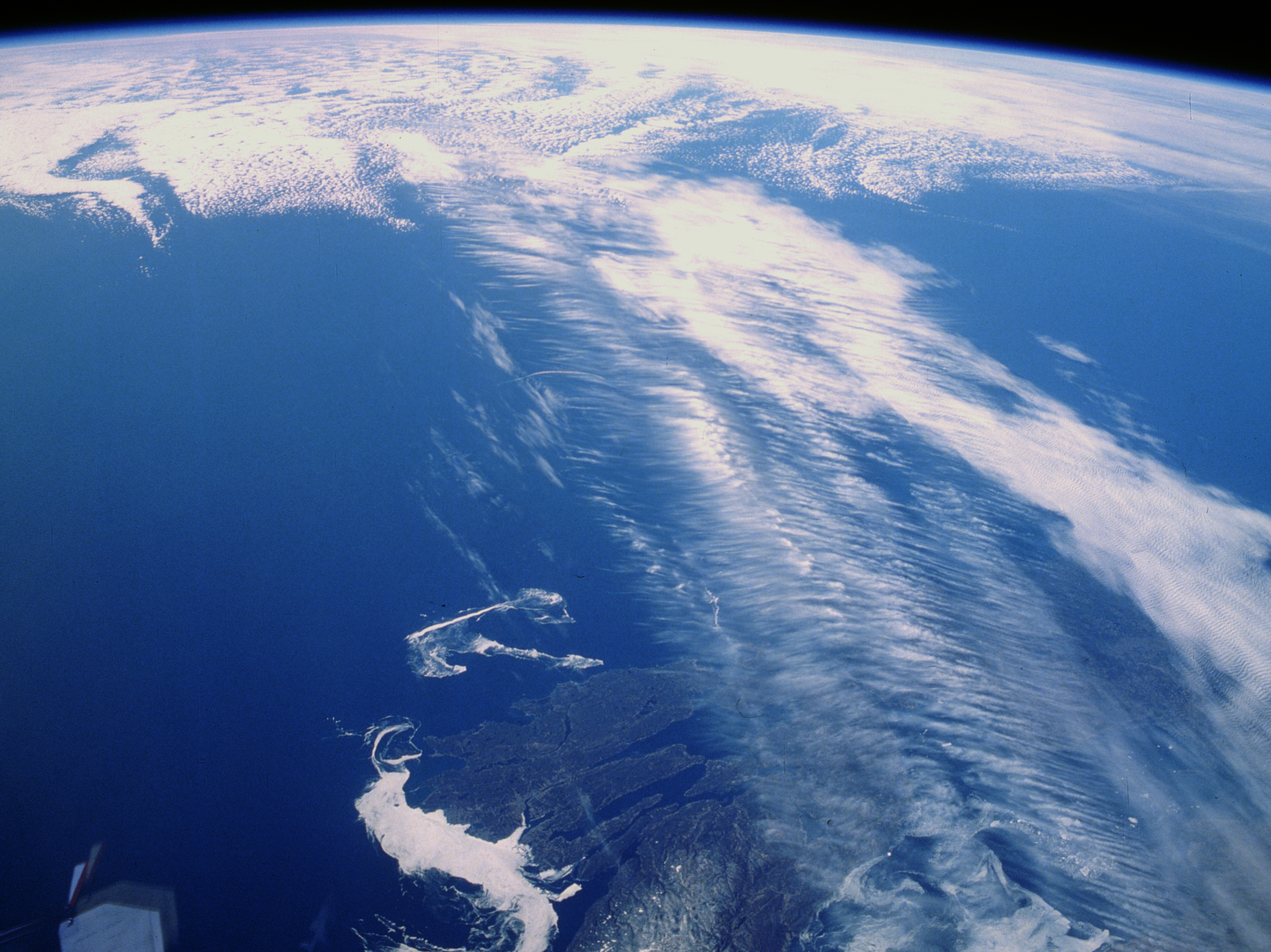
La corriente en chorro ha sido uno de los fenómenos meteorológicos que Jennifer Francis ha investigado.

Específicamente, Francis sostiene que en solo cuarenta años la extensión del hielo ártico se ha reducido a la mitad y que el calentamiento y enfriamiento del agua de mar del Ártico ( el Ártico se está calentando mucho más rápido que el resto del mundo ) ha ralentizado la corriente en chorro, lo que ha provocado que las condiciones climáticas persistan durante más tiempo de lo habitual.En 2018, Francis ya afirmaba que la ciencia está revelando rápidamente que se puede adjudicar al cambio climático la amplificación del clima extremo y sus consecuencias y que factores globales como regionales están involucrados en favorecer una corriente en chorro inusualmente ondulada como la que envolvió a Escandinavia en olas de calor, sequías e incendios en el mismo año.

## Comunicación y Divulgación Científica
Francis ha hablado y escrito regularmente sobre su trabajo y los impactos del cambio climático. Ha dado entrevistas sobre el rápido derretimiento del Ártico, los efectos del calentamiento del Ártico en la corriente en chorro y los patrones del clima, el vórtice polar, y la influencia del derretimiento de la capa de hielo polar en huracanes, entre muchos otros temas con palabras más accesibles a una audiencia no científica. Francis apareció en el documental de 2020 The Last House Standing que se transmite actualmente en estaciones de televisión públicas de los Estados Unidos. En la película se analiza cómo el calentamiento global está cambiando los patrones climáticos en ese país, lo que lleva a un aumento de los daños por desastres, fuertes huracanes, incendios forestales y tornados.

## Personal
Francis nació y creció en Marion, Massachusetts. Entre 1980 y 1985 dio la vuelta al mundo, recorriendo el Cabo de Hornos, rodeando Nueva Zelanda y visitando el Círculo polar ártico, a vela. Este viaje fue determinante para estudiar meteorología y convertirse en una navegante asidua. Durante este viaje notó que la información disponible sobre el clima de la región norte de Escadinavia era escasa o inútil y consideró que la predicción del clima era un camino para su carrera en la climatología. Tiene dos hijos con Peter Francis, Holly y Tucker con quienes pasaron un año navegando en Centroamérica en 2009 y 2010. Actualmente vive ocho meses al año a birdo de su bote Shapira.